# Helmholtz-Zentrum Potsdam – Deutsches GeoForschungsZentrum

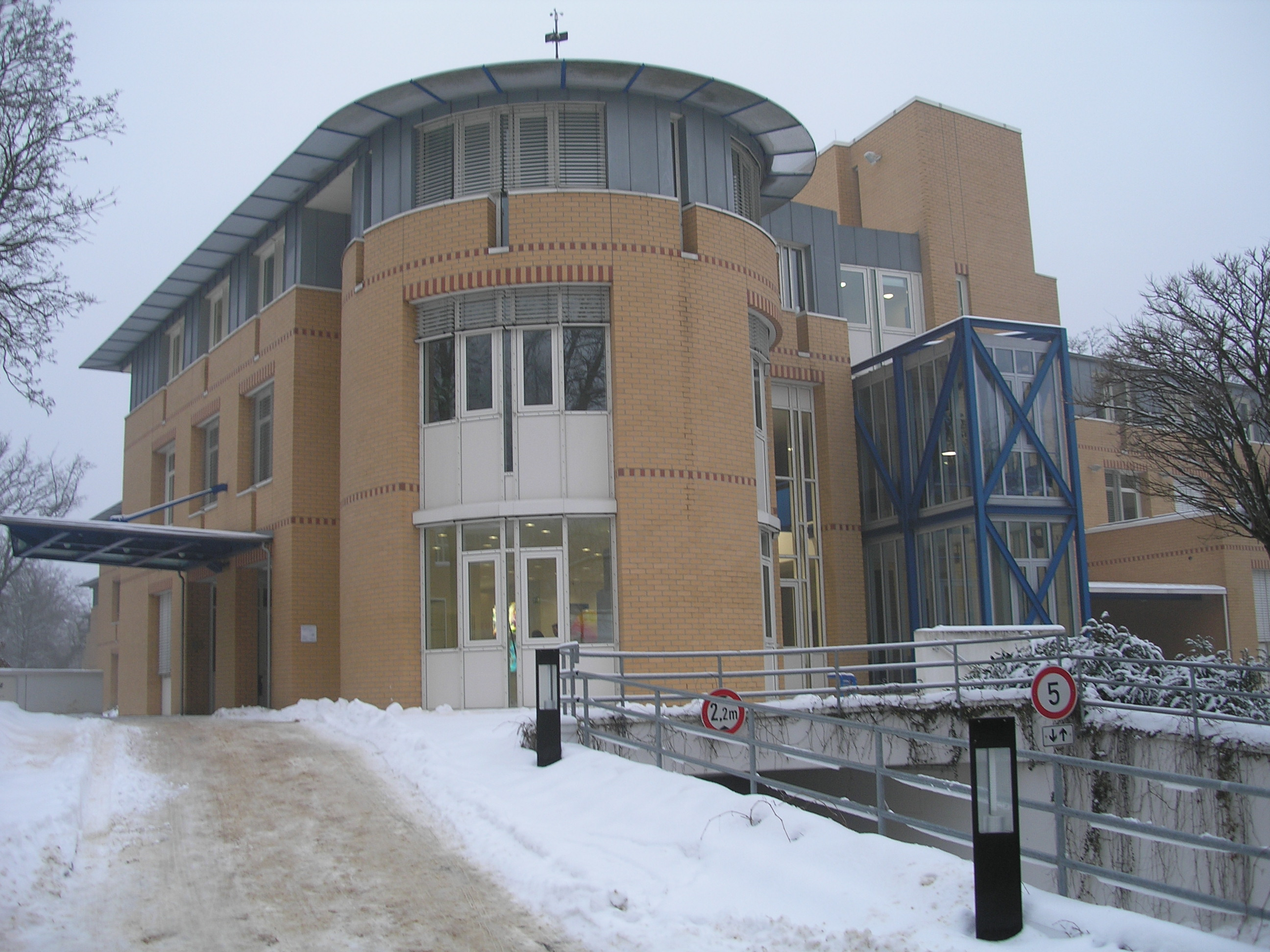
Locaux du centre de recherche à Potsdam.

Le Deutsches GeoForschungsZentrum (Centre de recherche des sciences de la Terre allemand), souvent abrégé en GFZ,  également Helmholtz-Zentrum Potsdam – Deutsches GeoForschungsZentrum, est le principal centre de recherche national de l'Allemagne dans le domaine des sciences de la Terre. Le centre qui dispose d'un budget total de 95 millions d'euros emploie environ 1300 personnes (chercheurs, doctorants/post doctorants, techniciens, personnel administratif). Ses locaux sont situés à Potsdam (Land de Brandenbourg) sur la colline du Telegrafenberg. Le centre de recherche fait partie du conglomérat d'instituts de recherche Helmholtz-Gemeinschaft.

## Domaines de recherche
Le domaine principal de recherche de l'institut est la terre solide de l'échelle régionale à l'échelle planétaire. L'objectif principal des travaux  comprend ce système non linéaire et hautement complexe ainsi que les différents sous-systèmes qui interagissent avec lui. Les questions clés portent sur la détermination des effets globaux des changements affectant la Terre ainsi que la recherche sur les catastrophes naturelles et les ressources. Ces recherches ont pour finalité le développement de solutions aux trois principaux défis auxquels sont confrontés la société humaine en relation avec les sciences de la Terre : anticiper les catastrophes découlant du caractère dynamique du système terrestre, préserver l'habitat face aux changements affectant la Terre et fournir les ressources énergétiques et minérales nécessaires à une population en forte croissance d'une manière durable.  Le périmètre de recherche de l'institut est réparti dans cinq unités de recherche. : 
- Processus globaux
- Systèmes des marges des plaques tectoniques
- Interaction du climat et des surfaces de la Terre
- Catastrophes naturelles
- Ressources minérales et énergétiques.

## Programmes de recherche
Le centre de recherche participe à plusieurs programmes de l'association des instituts de recherche fondamentale Helmholtz-Gemeinschaft. Au sein de celle-ci l'institut de recherche est responsable du programme Geosystem: Die Erde im Wandel (Géosystème : la Terre changeante). L'institut participe également aux programmes Atmosphère et climat, Océans et Énergies renouvelables.